# Las Grutas
Las Grutas ist ein Badeort im südlichen Argentinien, gelegen an der Atlantikküste der Provinz Río Negro. Er weist ein extrem schnelles Wachstum auf und gehört heute zu den bedeutendsten Badeorten des Landes, mit etwa 250.000 Touristen pro Saison. 3.500 Einwohner leben derzeit permanent im Ort. Administrativ handelt es sich um einen Ortsteil der Stadt San Antonio Oeste.
Der Name (deutsch: die Grotten) rührt von den Aushöhlungen her, die die Brandung in die Steilküste beim Ort gefressen hat. Diese Steilküste gibt dem Strand einen eigenen Charakter.
Der Ort wurde 1964 gegründet. Die landschaftliche Schönheit der Strände in der Umgebung führten bald zur Eröffnung von zahlreichen Campingplätzen, die vor allem Ruhesuchende anzogen. Seit den 1980er-Jahren wurde der Ort jedoch schnell zu einer Modeerscheinung. Es siedelten sich zahlreiche Hotels und Vergnügungsstätten an, und das Zentrum wurde nach dem Vorbild der Städte der Mittelmeerküste urbanisiert. Heute ist Las Grutas der größte und bedeutendste Badeort Patagoniens.
Negative Begleiterscheinungen des ungebremsten Wachstums sind die zunehmende Verschmutzung des Wassers in der Umgebung und trotz der geringen Einwohnerzahl auch die Bildung von Elendsvierteln.
Eine der Attraktionen des Ortes ist seine ungewöhnlich hohe Wassertemperatur, die von der hohen Sonnenscheindauer der Region sowie der geschützten Lage im Golfo San Matías herrühren.

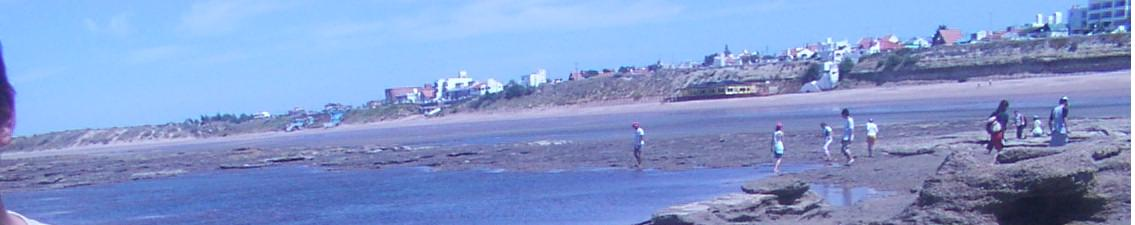
Der Strand von Las Grutas